# Ramj Maḩalleh
Ramj Maḩalleh (persiska: رمج محله) är en ort i Iran.   Den ligger i provinsen Mazandaran, i den norra delen av landet, 140 km norr om huvudstaden Teheran. Antalet invånare är 420.
Terrängen runt Ramj Maḩalleh är platt åt nordost, men åt sydväst är den kuperad. Runt Ramj Maḩalleh är det ganska tätbefolkat, med 116 invånare per kvadratkilometer. Närmaste större samhälle är Tonekābon, 6,0 km öster om Ramj Maḩalleh. I omgivningarna runt Ramj Maḩalleh växer i huvudsak blandskog.